# 羅克蘭 (麻薩諸塞州)
羅克蘭（英語：Rockland）是一個位於美國麻薩諸塞州普利茅斯縣的鎮。

## 人口
根據2020年美國人口普查的數據，羅克蘭的面積為26.20平方千米，當中陸地面積為26.00平方千米，而水域面積為0.20平方千米。當地共有人口17803人，而人口密度為每平方千米680人。